# فرزندان هورین
فرزندان هورین (The Children of Húrin) نام کتابی در سبک فانتزی والای حماسی است و جزئی از رشته‌افسانهٔ تالکین و داستان‌های حاشیه‌ای مجموعهٔ ارباب حلقه‌ها محسوب می‌شود. تالکین نسخهٔ اولیهٔ این کتاب را در ۱۹۱۰ میلادی نوشت، اما کتاب تا ۱۹۷۳ تکمیل نشد. فرزند وی، کریستوفر تالکین، دست‌نوشته‌های کتاب را ویراست تا به داستان قالبی روایی مستحکمی بدهد. کتاب سرانجام در سال ۲۰۰۷ میلادی به عنوان اثری مستقل به چاپ رسید.

## بررسی کتاب
انتشارات هارپر کالینز فرزندان هورین را در ۱۷ آوریل ۲۰۰۷ میلادی در انگلستان و کانادا منتشر کرد. کتاب در همان سال توسط هافتون میفلین در آمریکا منتشر و پخش شد. آلن لی، تصویرگر کارهای فانتزی دیگر تالکین (هابیت و ارباب حلقه‌ها) طرح روی جلد و هشت نقاشی درون کتاب را تهیه کرد. همچنین کریستوفر تالکین مقاله‌ای در شرح چگونگی به وجود آمدن داستان و تطور آن به کتاب ضمیمه کرده‌است. همچنین چند جدول تبارشناسی و نقشه‌ای از بلریاند هم ضمیمه شده‌اند.
داستان در دوران اول در سرزمین میانه می‌گذرد و ماجرای هورین تالیون و فرزندان او (تورین تورامبار و نیه‌نور) را باز می‌گوید.

## خلاصه داستان
داستان تورین تورامبار، حکایت اندوه باری است از فرزندان هورین. «هورین» پسر «گالدور» از خاندان «هادور»، سومین خاندان انسان‌ها بود و این سه خاندان از یاوران الف‌ها بودند که در جنگ علیه «مورگوت» در دوران اول شرکت می‌کردند. در نبرد عظیم و به راستی اشک بار «اشک‌های بی‌شمار»، هورین فرماندهی اداین را در طول جنگ عهده‌دار بود که پس از شکست سپاه و پس از رشادت‌های فراوان به اسارت مورگوت در می‌آید و او را به چالش می کشد. مورگوت نیز او و خاندانش را نفرین می‌کند و هورین را به بند می کشد طوری‌که بتواند از بالای «تانگورودریم»، برج مخوف مورگوت سرنوشت شوم فرزندان خود را مشاهده کند. هورین به مدت ۲۸ سال زندانی بود و در این مدت ، تباهی همسر و فرزندان و زجر آن‌ها را با چشمان مورگوت دید و با گوش‌های او شنید. کتاب فرزندان هورین روایتی است از ماجراهای زندگی خانواده هورین با محوریت فرزند بزرگش، «تورین» معروف به «تورامبار» یا ارباب سرنوشت، که چگونه با تقدیر شوم خود دست و پنجه نرم می‌کنند و شاید تلخ ترین صحنه، لحظات پایانی داستان است که خواننده به یاد می آورد در حقیقت این هورین است که مظلوم ترین فرد داستان است.

## ترجمه
در ایران کتاب فرزندان هورین با همین نام با ترجمه رضا علیزاده مترجم آثار تالکین در ایران با همکاری سید ابراهیم تقوی و نیز تحت عنوان «بچه‌های هورین» با ترجمه فرهاد سیدلو به ترتیب توسط نشر روزنه و نشر پیام امروز: هستان در سال ۱۳۸۸ و ۱۳۸۶ منتشر شد.